# 八楼站
八楼站（維吾爾語：بالۇ بېكىتى‎‎，拉丁维文：Balu békiti）是乌鲁木齐地铁1号线的地铁车站，位于中国新疆维吾尔自治区乌鲁木齐市沙依巴克区与新市区交界处新医路与友好北路交叉口，于2018年10月25日开通。本站曾为1号线南端终点站。

## 车站结构

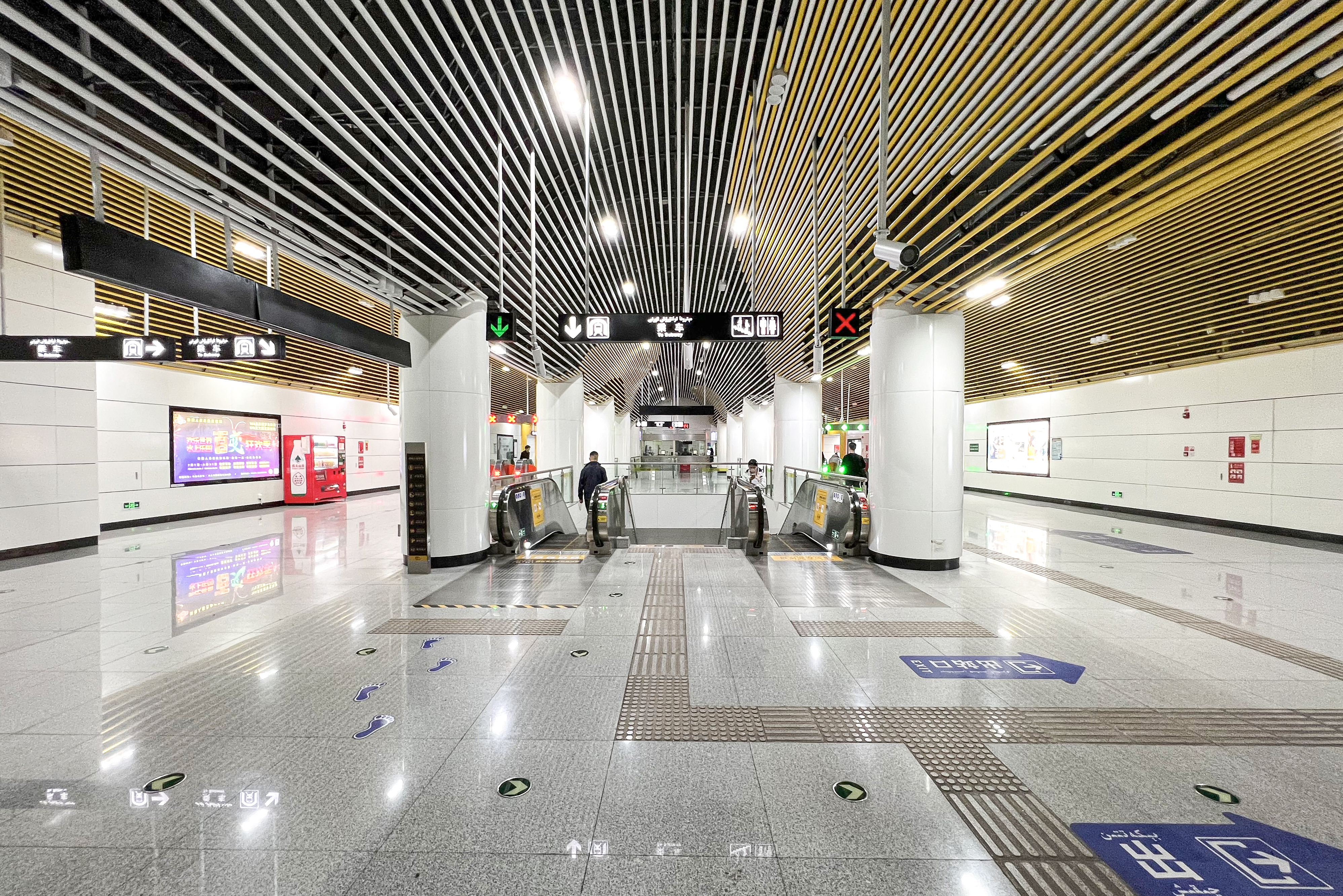
1号线东站厅

八楼站沿新医路东西向设置，为地下四层岛式站台车站，车站长329.4米，标准段宽23.3米，车站地下一层、二层为物业管理层，地下三层为站厅层，分为东西两个站厅，地下四层为站台层，站台设置全高站台门。车站西侧设有一条单渡线，车站为终点站期间供列车折返使用。
| 地面              | 出入口   | A、B、C、D出入口                                                                                                |
| 地下一层          | 预留结构 | 物业管理层 |
| 地下二层          | 预留结构 | 物业管理层 |
| 地下三层          | 站厅     | 客服中心、自动售票机、验票机                                                                                    |
| 地下四层          | 站台     | \| \| \| █ 1号线往国际机场（新疆图书馆） \| \| 島式 · 開左邊车门 \| \| \| \| \| \| █ 1号线往三屯碑（王家梁） \| |
|                   |          | █ 1号线往国际机场（新疆图书馆）                                                                                 |
| 島式 · 開左邊车门 |          | |
|                   |          | █ 1号线往三屯碑（王家梁）                                                                                       |

## 车站出口
八楼站共有4个出入口，其中A、D出入口连通西站厅，B、D出入口连通东站厅，各出口及周围设施如下所示：
| 编号                | 出入口信息                                   | 照片       | 无障碍设施 |
| 连通西站厅          | 连通西站厅                                   | 连通西站厅 | 连通西站厅 |
| ------------------- | -------------------------------------------- | ---------- | ---------- |
| A · 出口            | 新医路北侧，新疆医科大学，医学院             |            | 不適用     |
| D · 出口            | 新医路南侧，儿童公园，新疆科技馆，新疆美术馆 |            | 不適用     |
| 连通东站厅          |                                              |            |            |
| B · 出口            | 新医路北侧，乌鲁木齐市第六十六中学           |            | 不適用     |
| C · 出口 · （设有） | 新医路南侧，新疆师范大学，老年病医院         |            |            |
| 图例： 设有         |                                              |            |            |

## 接驳交通

### 公交车

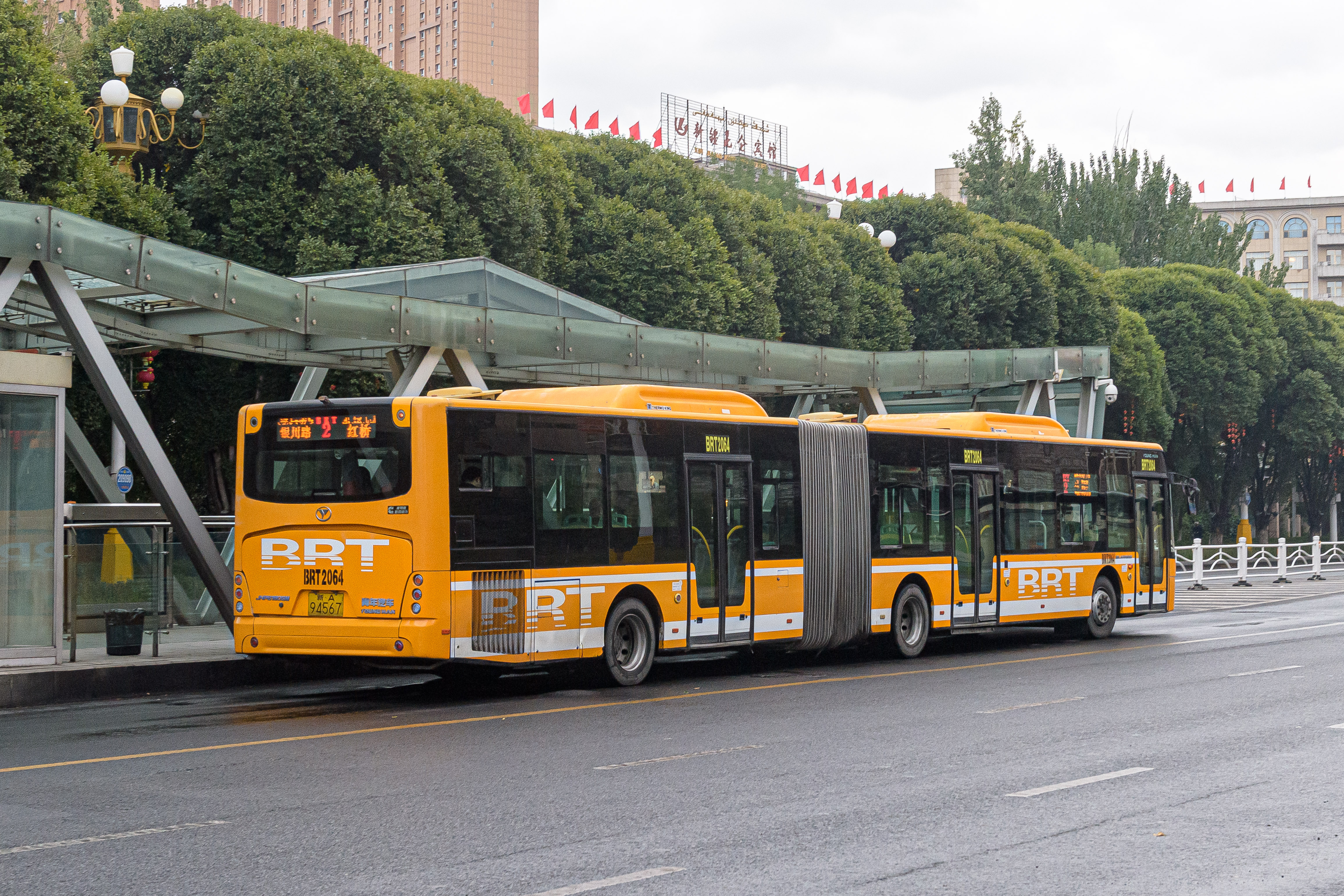
本站南侧为乌鲁木齐快速公交八楼站

- 八楼：2路、52路，157路，157路区间，306路，518路，917路，3201路，BRT1路，BRT2路
- 医学院：1路，76路，157路，157路区间，518路，526路，535路，913路，917路，3201路，BRT2路，机场巴士2号线
- 新医路：59路，306路，502路，535路，535路区间，906路，913路

## 车站历史
- 2018年10月25日，车站随1号线北段通车开通[1]，为南端终点站。
- 2019年6月28日，1号线全线通车，车站不再为日常运营终点站[5]。
- 2020年
  - 2月2日，受新冠疫情影响，车站暂停运营[6]。3月11日，车站恢复运营[7]。
  - 7月16日，受新冠疫情影响，车站暂停运营[8]。9月20日，车站恢复运营[9]。